# KIRINJI Archives SINGLES BEST
『KIRINJI Archives SINGLES BEST』は、キリンジの初のベスト・アルバムである。

## 概要
- 初回限定盤は「さよならデイジーチェイン」が収録され、シングル4曲のプロモーションビデオを収録したDVD付き。
- ワーナー時代に発表したシングル曲を中心に、インディーズ時代のシングル『キリンジ』『冬のオルカ』収録曲が収録されている。
- 2013年にデラックス・エディションが配信限定でリリースされた。「風を撃て」「冬のオルカ」がオリジナル・バージョンからアルバム・バージョンに差し替えられ、オリジナルアルバム未収録だった「さよならデイジーチェイン」「癇癪と色気」が追加されている。
- 2018年11月7日には、メジャー・デビュー20周年記念企画で、CD＋DVDの初回限定盤の内容にCDに1曲のボーナス・トラックとDVDに7曲のMVを新たに追加して、完全生産限定盤で『KIRINJI Archives SINGLES BEST 完全版』として再発売された。

## 収録曲

### CD
1. 風を撃て(original ver.)
  - 作詞・作曲：堀込泰行
2. 冬のオルカ(original ver.)
  - 作詞・作曲：堀込泰行
3. 双子座グラフィティ
  - 作詞・作曲：堀込泰行
4. 雨を見くびるな
  - 作詞・作曲：堀込高樹
5. 牡牛座ラプソディ
  - 作詞：堀込高樹、作曲：キリンジ
6. アルカディア
  - 作詞・作曲：堀込泰行
7. グッデイ・グッパイ
  - 作詞：堀込泰行、作曲：キリンジ
8. 君の胸に抱かれたい
  - 作詞・作曲：堀込高樹
9. エイリアンズ
  - 作詞・作曲：堀込泰行
10. 雨は毛布のように
  - 作詞：堀込泰行、作曲：堀込高樹
11. 太陽とヴィーナス
  - 作詞・作曲：堀込泰行
12. Drifter
  - 作詞・作曲：堀込高樹
13. ムラサキ☆サンセット
  - 作詞・作曲：堀込高樹
14. 鋼鉄の馬
  - 作詞・作曲：堀込泰行
15. さよならデイジーチェイン（初回限定盤のみ収録）
  - 作詞・作曲：堀込泰行

### DVD（初回限定盤のみ）
1. Drifter
2. ムラサキ☆サンセット
3. 雨は毛布のように
4. 鋼鉄の馬

## 収録曲（Deluxe Edition）
1. 風を撃て(Album ver.)
2. 冬のオルカ(Album ver.)
3. 双子座グラフィティ
4. 雨を見くびるな
5. 牡牛座ラプソディ
6. アルカディア
7. グッデイ・グッパイ
8. 君の胸に抱かれたい
9. エイリアンズ
10. 雨は毛布のように
11. 太陽とヴィーナス
12. Drifter
13. ムラサキ☆サンセット
14. 鋼鉄の馬
15. さよならデイジーチェイン
16. 癇癪と色気
  - 作詞・作曲：堀込高樹

## 演奏
- 堀込泰行
  - Vocals (#All)
  - Guitars (#1.2)
  - Electric Guitar (#3)
  - Handclap (#3.7)
  - Electric Guitar (#6.9.11.14)
  - Acoustic Guitar (#6.9.14.15)
  - 12 Strings Acoustic Guitar, Acoustic Piano (#14)
  - 12 Strings Guitar, Mellotron, Tambourine (#15)
- 堀込高樹
  - Vocals (#1.2.5.7.8.9.10.13)
  - Guitars (#1.2)
  - Electric Guitar (#3.5.7,8.10.12.13)
  - Handclap (#3.7)
  - Acoustic Guitar (#4.12)
  - Background Vocals (#4)
  - 12 Strings Acoustic Guitar (#6)
  - Tambourine (#7)
- 冨田恵一：Instruments & Treatments (#1-13.15)
- 渡辺等：Electric Bass (#2-6)
- 鈴木達也：Drums (#3.4.5 (Right Side).14)
- 山口とも
  - Shaker (#3)
  - Percussion (#5)
- 佐々木史郎、小林太：Trumpet (#3)
- 河合わかば：Trombone (#3)
- 山本一：Tenor Sax (#3)
- 光宗信吉：Acoustic Piano (#4)
- 高桑英世、大沢明子：Flute, Alto Flute (#4)
- KYON：Acoustic Piano, Organ (#5)
- 山本拓夫
  - Woodwinds, Reeds (#5)
  - Flutes (#6)
  - Tenor Sax (#11)
- 椎野恭一：Drums (#6)
- aiko：Chorus (#10)
- 西村浩二、菅坂雅彦：Trumpet (#11)
- 村田陽一：Trombone (#11)
- 駒沢裕城：Pedal Steel (#12)
- 金原千恵子ストリングス：Strings (#12)
- 沖山優司：Electric Bass (#13)
- 三沢またろう：Percussion (#13)
- 立川智也：Electric Bass (#14)
- 中山努：Lap Steel Guitar (#14)